# Finales de la NBA de 2021
Las Finales de la NBA de 2021 fueron las series definitivas de los playoffs de 2021 y supusieron la conclusión de la temporada 2020-21 de la NBA. El título se disputó, entre Milwaukee, el campeón de la conferencia Este, y Phoenix, el campeón de la conferencia Oeste, al mejor de siete partidos, siendo el primer encuentro el 6 de julio, y finalizando el 20 de julio. El equipo de Wisconsin se llevó la victoria (4-2) y Giannis Antetokounmpo fue nombrado MVP de las Finales. Este supuso el segundo título para los Bucks y el primer MVP para Giannis.

## Enfrentamientos previos en temporada regular
| Reportaje   | Fecha     | Equipos                        | Resultado | Lugar                                    |
| ----------- | --------- | ------------------------------ | --------- | ---------------------------------------- |
| Reportaje 1 | 10/2/2021 | Phoenix Suns - Milwaukee Bucks | 125 - 124 | Phoenix Suns Arena, en Phoenix (Arizona) |
| Reportaje 2 | 19/4/2021 | Milwaukee Bucks - Phoenix Suns | 127 - 128 | Fiserv Forum, en Milwaukee (Wisconsin)   |

## Camino hacia las Finales de la NBA
La trayectoria en las eliminatorias de playoffs de ambos equipos ha sido: 
|  | Equipo          | Primera ronda           | Semifinales de Conferencia | Finales de Conferencia    |
|  | --------------- | ----------------------- | -------------------------- | ------------------------- |
|  | Milwaukee Bucks | Ganó a Miami, 4-0       | Ganó a Brooklyn, 4-3       | Ganó a Atlanta, 4-2       |
|  | Phoenix Suns    | Ganó a L.A. Lakers, 4-2 | Ganó a Denver, 4-0         | Ganó a L.A. Clippers, 4-2 |

## Partidos de la Final

### Partido 1
| 6 de julio                   | Milwaukee Bucks                                                         | 105–118 (Series: 0–1)                 | Phoenix Suns                                             | |  |  |
| 9:00 p. m.                   | Parciales: 26–30, 23–27, 27–35, 29–26                                   | Parciales: 26–30, 23–27, 27–35, 29–26 | Parciales: 26–30, 23–27, 27–35, 29–26                    | |  |  |
|                              | Estadísticas Khris Middleton 29 Giannis Antetokounmpo 17 Jrue Holiday 9 | Reporte Pts Reb Asts                  | Estadísticas Chris Paul 32 Deandre Ayton 19 Chris Paul 9 | Pabellón: Phoenix Suns Arena, Phoenix, Arizona Asistencia: 16.557 espectadores Árbitros: Marc Davis, Josh Tiven, Pat Fraher |  |  |
| Phoenix lidera la serie, 1–0 |                                                                         |                                       |                                                          | |  |  |
|                              |                                                                         |                                       |                                                          | |  |  |

### Partido 2
| 8 de julio                   | Milwaukee Bucks                                                                  | 108–118 (Series: 0–2)                 | Phoenix Suns                                               | |  |  |
| 9:00 p. m.                   | Parciales: 29–26, 16–30, 33–32, 30–30                                            | Parciales: 29–26, 16–30, 33–32, 30–30 | Parciales: 29–26, 16–30, 33–32, 30–30                      | |  |  |
|                              | Estadísticas Giannis Antetokounmpo 42 Giannis Antetokounmpo 12 Khris Middleton 8 | Reporte Pts Reb Asts                  | Estadísticas Devin Booker 31 Deandre Ayton 11 Chris Paul 8 | Pabellón: Phoenix Suns Arena, Phoenix, Arizona Asistencia: 16.583 espectadores Árbitros: Zach Zarba, Tony Brothers, Sean Wright |  |  |
| Phoenix lidera la serie, 2–0 |                                                                                  |                                       |                                                            | |  |  |
|                              |                                                                                  |                                       |                                                            | |  |  |

### Partido 3
| 11 de julio                  | Phoenix Suns                                            | 100–120 (Series: 2–1)                 | Milwaukee Bucks                                                               | |  |  |
| 8:00 p. m.                   | Parciales: 28–25, 17–35, 31–38, 24–22                   | Parciales: 28–25, 17–35, 31–38, 24–22 | Parciales: 28–25, 17–35, 31–38, 24–22                                         | |  |  |
|                              | Estadísticas Chris Paul 19 Deandre Ayton 9 Chris Paul 9 | Reporte Pts Reb Asts                  | Estadísticas Giannis Antetokounmpo 41 Giannis Antetokounmpo 13 Jrue Holiday 9 | Pabellón: Fiserv Forum, Milwaukee, Wisconsin Asistencia: 16.637 espectadores Árbitros: Scott Foster, Eric Lewis, James Williams |  |  |
| Phoenix lidera la serie, 2–1 |                                                         |                                       |                                                                               | |  |  |
|                              |                                                         |                                       |                                                                               | |  |  |

### Partido 4
| 14 de julio         | Phoenix Suns                                               | 103–109 (Series: 2–2)                 | Milwaukee Bucks                                                                  | |  |  |
| 9:00 p. m.          | Parciales: 23–20, 29–32, 30–24, 21–33                      | Parciales: 23–20, 29–32, 30–24, 21–33 | Parciales: 23–20, 29–32, 30–24, 21–33                                            | |  |  |
|                     | Estadísticas Devin Booker 42 Deandre Ayton 17 Chris Paul 7 | Reporte Pts Reb Asts                  | Estadísticas Khris Middleton 40 Giannis Antetokounmpo 14 Giannis Antetokounmpo 8 | Pabellón: Fiserv Forum, Milwaukee, Wisconsin Asistencia: 16.911 espectadores Árbitros: James Capers, David Guthrie, Courtney Kirkland |  |  |
| Serie empatada, 2–2 |                                                            |                                       |                                                                                  | |  |  |
|                     |                                                            |                                       |                                                                                  | |  |  |

### Partido 5
| 17 de julio                    | Milwaukee Bucks                                                               | 123–119 (Series: 3–2)                 | Phoenix Suns                                                | |  |  |
| 9:00 p. m.                     | Parciales: 21–37, 43–24, 36–29, 23–29                                         | Parciales: 21–37, 43–24, 36–29, 23–29 | Parciales: 21–37, 43–24, 36–29, 23–29                       | |  |  |
|                                | Estadísticas Giannis Antetokounmpo 32 Giannis Antetokounmpo 9 Jrue Holiday 13 | Reporte Pts Reb Asts                  | Estadísticas Devin Booker 40 Deandre Ayton 10 Chris Paul 11 | Pabellón: Phoenix Suns Arena, Phoenix, Arizona Asistencia: 16.562 espectadores Árbitros: Marc Davis, Josh Tiven, Sean Wright |  |  |
| Milwaukee lidera la serie, 3–2 |                                                                               |                                       |                                                             | |  |  |
|                                |                                                                               |                                       |                                                             | |  |  |

### Partido 6
| 20 de julio                  | Phoenix Suns                                                 | 98–105 (Series: 2–4)                  | Milwaukee Bucks                                                                | |  |  |
| 9:00 p. m.                   | Parciales: 16–29, 31–13, 30–35, 21–28                        | Parciales: 16–29, 31–13, 30–35, 21–28 | Parciales: 16–29, 31–13, 30–35, 21–28                                          | |  |  |
|                              | Estadísticas Chris Paul 26 Jae Crowder 13 Booker, Paul 5 c/u | Reporte Pts Reb Asts                  | Estadísticas Giannis Antetokounmpo 50 Giannis Antetokounmpo 14 Jrue Holiday 11 | Pabellón: Fiserv Forum, Milwaukee, Wisconsin Asistencia: 17.397 espectadores Árbitros: Scott Foster, Eric Lewis, Tony Brothers |  |  |
| Milwaukee gana la serie, 4–2 |                                                              |                                       |                                                                                | |  |  |
|                              |                                                              |                                       |                                                                                | |  |  |